# モングレル
『モングレル』は、村瀬克俊による日本の漫画。『ミラクルジャンプ』（集英社）にて、No.7に読切版が掲載された後、『週刊ヤングジャンプ』（同社刊）にて2013年33号から2014年20号まで連載された。

## あらすじ
飛島ワタルは夢を見ることを避け、何も求めず楽な人生を送ろうとする青年。ストレス発散にキックボクシングを始めるが、コーチに試合を勧められると難色を示してきた。

## 登場人物
飛島ワタル（とびしま ワタル）
本作品の主人公。体操の元天才少年。

## 書誌情報
- 村瀬克俊 『モングレル』 集英社〈ヤングジャンプ・コミックス〉、全4巻
  1. 2013年12月24日第1刷発行（12月19日発売[集 1]）、ISBN 978-4-08-879720-5
  2. 2013年12月24日第1刷発行（12月19日発売[集 2]）、ISBN 978-4-08-879721-2
  3. 2014年3月24日第1刷発行（3月19日発売[集 3]）、ISBN 978-4-08-879771-7
  4. 2014年6月24日第1刷発行（6月19日発売[集 4]）、ISBN 978-4-08-879857-8

## 読み切り版
SHINING
『ミラクルジャンプ』No.7に掲載された。